# ولايات وأقاليم اتحادية في ماليزيا
الولايات والأقاليم الاتحادية في ماليزيا هي التقسيمات الإدارية الرئيسية في ماليزيا. وماليزيا تضم ثلاثة عشر ولاية (نيغيري) متحدة وثلاثة أقاليم فيدرالية (ولايات فيدرالية).

## الولايات والأقاليم الاتحادية
تقع إحدى عشرة ولاية وأثنين من الأقاليم الاتحادية في شبه جزيرة الملايو، والتي تسمى مجتمعة شبه الجزيرة الماليزية أو ماليزيا الغربية. وهناك ولايتين تقعان في جزيرة بورنيو، والأقاليم الاتحادية المتبقية تتكون من الجزر البحرية في جزيرة بورنيو. ويشار إلى مجتمعة باسم ماليزيا الشرقية أو بورنيو الماليزية.
| برليس قدح بينانق كلنتن ترغكانو فيرق سلاغور نكري سمبيلن ملقا جوهر فهغ سراوق صباح لابوان كوالالمبور بوتراجاي ماليزيا الغربية ماليزيا الشرقية (أزرق) ولايات (أحمر) أقاليم اتحادية بحر الصين الجنوبي مضيق ملقا خليج تايلاند بحر سولو بحر سيليبس بروناي إندونيسيا سنغافورة تايلاند |

## الحكم

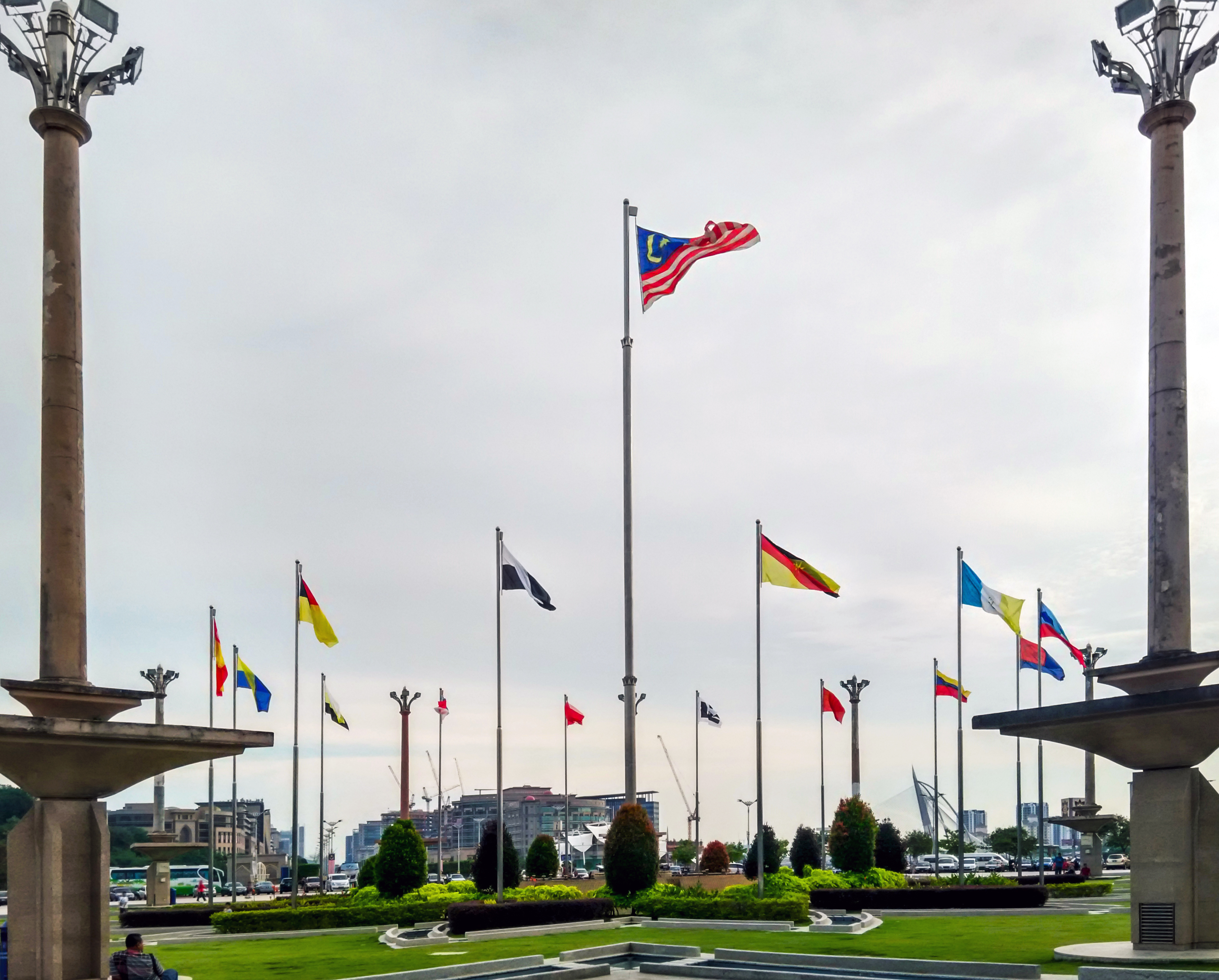
All Malaysia and its states' flags at Putra Square، بوتراجاي, Malaysia.

### الولايات
| علم                     | شعار                            | الولاية        | عاصمة              | العاصمة الملكية | السكان    | إجمالى مساحة (كم²) | بادئة لوحة المركبات ‏ | رمز هاتف المنطقة ‏                    | الاختصار | أيزو 3166-2:MY | FIPS | جزء                   | رئيس الولاية                           |
| ----------------------- | ------------------------------- | -------------- | ------------------ | --------------- | --------- | ------------------ | -------------------- | ------------------------------------ | -------- | -------------- | ---- | --------------------- | -------------------------------------- |
| Flag of Johor           | Coat of arms of Johor           | جوهر (ولاية)   | جوهر بهرو          | موار            | 3,553,600 | 19,210             | J                    | 07, 06 (Muar & Ledang)               | JHR      | MY-01          | MY01 | شبه الجزيرة الماليزية | سلطان                                  |
| Flag of Kedah           | Coat of arms of Kedah           | قدح (ماليزيا)  | ألور ستار          | Anak Bukit      | 2,071,900 | 9,500              | K                    | 04                                   | KDH      | MY-02          | MY02 | شبه الجزيرة الماليزية | سلطان                                  |
| Flag of Kelantan        | Coat of arms of Kelantan        | كلنتن          | كوتا بهارو         | كوتا بهارو      | 1,718,200 | 15,099             | D                    | 09                                   | KTN      | MY-03          | MY03 | شبه الجزيرة الماليزية | سلطان ‏                                 |
| Flag of Malacca         | Coat of arms of Malacca         | ملقا           | مدينة ملقا         | -               | 872,900   | 1,664              | M                    | 06                                   | MLK      | MY-04          | MY04 | شبه الجزيرة الماليزية | يانغ ديبرتوا نيغري (Governor)          |
| Flag of Negeri Sembilan | Coat of arms of Negeri Sembilan | نكري سمبيلن    | سرمبن              | سري منانتي ‏     | 1,098,400 | 6,686              | N                    | 06                                   | NSN      | MY-05          | MY05 | شبه الجزيرة الماليزية | يامتوان بيسار ‏ (Yang di-Pertuan Besar) |
| Flag of Pahang          | Coat of arms of Pahang          | فهغ            | كوانتان            | مديرية فيكان    | 1,623,200 | 36,137             | C                    | 09, 03 (مرتفعات جنتنغ), 05 (Cameron) | PHG      | MY-06          | MY06 | شبه الجزيرة الماليزية | سلطان فهغ                              |
| Flag of Perak           | Coat of arms of Perak           | فيرق           | إيبوه              | كوالا لكانغسار  | 2,477,700 | 21,035             | A                    | 05                                   | PRK      | MY-08          | MY07 | شبه الجزيرة الماليزية | سلطان                                  |
| Flag of Perlis          | Coat of arms of Perlis          | برليس          | كانجار             | Arau            | 246,000   | 821                | R                    | 04                                   | PLS      | MY-09          | MY08 | شبه الجزيرة الماليزية | Raja                                   |
| Flag of Penang          | Coat of arms of Penang          | بينانق         | جورج تاون (بينانق) | -               | 1,663,000 | 1,048              | P                    | 04                                   | PNG      | MY-07          | MY09 | شبه الجزيرة الماليزية | يانغ ديبرتوا نيغري (Governor)          |
| Flag of Sabah           | Coat of arms of Sabah           | صباح (ماليزيا) | كوتا كينابالو      | -               | 3,543,500 | 73,631             | S                    | 087-089                              | SBH      | MY-12          | MY16 | ماليزيا الشرقية       | يانغ ديبرتوا نيغري (Governor)          |
| Flag of Sarawak         | Coat of arms of Sarawak         | سراوق          | كوتشينغ            | -               | 2,636,000 | 124,450            | Q                    | 081-086                              | SWK      | MY-13          | MY11 | ماليزيا الشرقية       | يانغ ديبرتوا نيغري (Governor)          |
| Flag of Selangor        | Coat of arms of Selangor        | سلاغور         | شاه عالم           | كلاغ            | 5,874,100 | 8,104              | B                    | 03                                   | SGR      | MY-10          | MY12 | شبه الجزيرة الماليزية | سلطان                                  |
| Flag of Terengganu      | Coat of arms of Terengganu      | ترغكانو        | كوالا ترغكانو      | كوالا ترغكانو   | 1,153,500 | 13,035             | T                    | 09                                   | TRG      | MY-11          | MY13 | شبه الجزيرة الماليزية | سلطان                                  |

### الأقاليم الاتحادية
| علم                  | شعار                 | أقاليم اتحادية | عاصمة      | العاصمة الملكية | السكان    | إجمالى مساحة (كم²) | بادئة لوحة المركبات ‏ | رمز هاتف المنطقة ‏ | الاختصار | أيزو 3166-2:MY | FIPS | جزء                   | رئيس الولاية |
| -------------------- | -------------------- | -------------- | ---------- | --------------- | --------- | ------------------ | -------------------- | ----------------- | -------- | -------------- | ---- | --------------------- | ------------ |
| Flag of Kuala Lumpur | Seal of Kuala Lumpur | كوالالمبور     | كوالالمبور | -               | 1,768,000 | 243                | W / V                | 03                | KUL      | MY-14          |      | شبه الجزيرة الماليزية | -            |
| Flag of Labuan       | Seal of Labuan       | لابوان         | Victoria   | -               | 96,800    | 91                 | L                    | 087               | LBN      | MY-15          | MY15 | ماليزيا الشرقية       | -            |
| Flag of Putrajaya    |                      | بوتراجاي       | بوتراجاي   | -               | 88,300    | 49                 | Putrajaya / F        | 03                | PJY      | MY-16          |      | شبه الجزيرة الماليزية | -            |

## سنغافورة وبروناي
سنغافورة
 بروناي

## وصلات خارجية
- الحكومة المحلية في ماليزيا